# Arenga obtusifolia
Arenga obtusifolia är en enhjärtbladig växtart som beskrevs av Carl Friedrich Philipp von Martius. Arenga obtusifolia ingår i släktet Arenga och familjen Arecaceae. Inga underarter finns listade i Catalogue of Life.